# Eugene Roche
Eugene Harrison Roche (Boston, 22 settembre 1928 – Encino, 28 luglio 2004) è stato un attore statunitense.

## Biografia
Roche fece il suo debutto a Broadway nel 1961 con la pièce Blood, Sweat and Stanley Poole, con Darren McGavin, ed ebbe altri ruoli teatrali di rilievo in Madre Coraggio e i suoi figli (1963) di Bertolt Brecht, con Anne Bancroft, e in The White House (1964), con Helen Hayes. Si specializzò come attore televisivo, interpretando ruoli ricorrenti in numerose serie di intrattenimento come Bolle di sapone, Giudice di notte, Webster, Balki e Larry - Due perfetti americani e Arcibaldo. Ebbe ruoli di supporto anche in alcuni film per il grande schermo, come L'occhio privato (1978) e Gioco sleale (1978).
Roche interpretò anche personaggi drammatici, dai modi spesso ingannevoli ma in grado di dimostrare spietatezza, violenza minacciosa o inquietante perversione, come in un episodio della serie La signora in giallo, in cui interpretò un duro poliziotto che tenta di uccidere Jessica Fletcher. Nell'episodio Il cane cinese della serie poliziesca Ellery Queen, interpretò il ruolo di Oscar Eberhart, lo sceriffo della cittadina di Wrightsville, che si rivela essere l'autore del delitto di un facoltoso industriale del luogo. Fece anche due apparizioni nella serie Airwolf, interpretando il senatore degli Stati Uniti William Dietz nell'episodio pilota Shadow of the Hawke, e nell'episodio Firestorm nella stagione 2). Roche apparve inoltre in cinque episodi di Magnum PI come Luther Gillis, un investigatore privato dai modi brutali.
È stato sposato dal 1953 al 1981 con Marjorie Perkins, da cui ha avuto nove figli, tra cui Eamonn, Brogan e Sean Roche. Nel 1982 si risposò con Anntoni C. Bratman, con cui rimase per il resto della sua vita.
È morto nel 2004 a 75 anni per un infarto.

## Filmografia parziale

### Cinema
- Cominciò per gioco... (The Happening), regia di Elliot Silverstein (1967)
- Pupe calde e mafia nera (Cotton Comes to Harlem), regia di Ossie Davis (1970)
- Mattatoio 5 (Slaughterhouse-Five), regia di George Roy Hill (1972)
- Agente Newman (Newman's Law), regia di Richard T. Heffron (1974)
- Un thriller per Twiggy (W), regia di Richard Quine (1974)
- Colpisci ancora Joe (Mr. Ricco), regia di Paul Bogart (1975)
- L'occhio privato (The Late Show), regia di Robert Benton (1977)
- Gioco sleale (Foul Play), regia di Colin Higgins (1978)
- Corvette Summer, regia di Matthew Robbins (1978)
- Amarsi (When a Man Loves a Woman), regia di Luis Mandoki (1994)
- Decisione critica (Executive Decision), regia di Stuart Baird (1996)

### Televisione
- Assistente sociale (East Side/West Side) – serie TV, episodio 1x23 (1964)
- Il reporter (The Reporter) – serie TV, episodio 1x06 (1964)
- Ellery Queen – serie TV, episodio 1x03 (1975)
- Kojak – serie TV, episodi 2x17-3x08 (1975)
- Le strade di San Francisco (The Streets of San Francisco) – serie TV, episodio 5x04 (1976)
- Bolle di sapone (Soap) – serie TV, 14 episodi (1978-1980)
- You Can't Take It with You, regia di Paul Bogart – film TV (1979)
- Magnum, P.I. – serie TV, 5 episodi (1983-1988)
- Webster – serie TV, 50 episodi (1984-1988)
- Autostop per il cielo (Highway to Heaven) – serie TV, episodio 3x04 (1986)
- La signora in giallo (Murder, She Wrote) – serie TV, 4 episodi (1986-1991)
- La mia rivale (A Friend to Die For), regia di William A. Graham – film TV (1994)
- Star Trek: Voyager – serie TV, episodio 3x06 (1996)
- Ballando alla luna di settembre (Dancing at the Harvest Moon), regia di Bobby Roth – film TV (2002)

## Doppiatori italiani
Nelle versioni in italiano delle opere in cui ha recitato, Eugene Roche è stato doppiato da:
- Sergio Fiorentini in Ellery Queen
- Renato Mori in Starsky & Hutch
- Germano Longo in Amore violato
- Dario Penne in Gioco sleale
- Paolo Lombardi in La signora in giallo (ep. 3x07)
- Gino Pagnani in La signora in giallo (ep. 4x21, 5x09)
- Franco Zucca in La signora in giallo (ep. 8x01)
- Vittorio Congia in Amarsi
- Bruno Alessandro in La mia rivale